# Cixius adunca
Cixius adunca är en insektsart som beskrevs av Tsaur 1991. Cixius adunca ingår i släktet Cixius och familjen kilstritar. Inga underarter finns listade i Catalogue of Life.